# Beto (football, 1982)
Pour les articles homonymes, voir Beto.
António Alberto Bastos Pimparel, dit Beto, est un footballeur international portugais né le 1er mai 1982 à Loures. Il évolue au poste de gardien de but.

## Biographie

### En club
Élu meilleur gardien du championnat portugais à l'issue de la saison 2008-2009, il est transféré au FC Porto pour la saison 2009-2010. Le 6 septembre 2011, il est prêté au club roumain du CFR Cluj. 
Lors du mercato d'été 2012, il est transféré au Sporting Braga pour concurrencer Quim. Il est prêté au Séville FC lors du mercato d'hiver 2013. Il y remporte la Ligue Europa en 2014 et 2015.

### En équipe nationale
En 2009, il reçoit sa première sélection avec l'équipe nationale du Portugal. En 2010, il participe à la Coupe du monde avec le Portugal, en tant que gardien remplaçant. Il enchaîne ensuite avec l'Euro 2012 et la Coupe du monde 2014. 
Absent lors de l'Euro 2016, il retrouve la compétition lors de la Coupe des confédérations 2017 et enchaîne lors de la Coupe du monde 2018 en Russie. L'année suivante, il participe à la Ligue des Nations 2019 qu'il remporte avec le Portugal.  

## Palmarès

### En club
Leixões SC
- Champion du Portugal 2e division en 2007

 FC Porto
- Vainqueur de la Ligue Europa en 2011
- Champion du Portugal en 2011
- Vainqueur de la Coupe du Portugal en 2010 et 2011
- Vainqueur de la Supercoupe du Portugal en 2009 et 2010

 CFR Cluj
- Champion de Roumanie en 2012

 Braga
- Vainqueur de la Coupe de la Ligue portugaise en 2013

 Séville FC
- Vainqueur de la Ligue Europa en 2014 et 2015

### En sélection
- Portugal
- Coupe des confédérations
  - Troisième : 2017
- Vainqueur de la Ligue des nations de l'UEFA 2018-2019